# Маєрчик Марія Степанівна
Марія Маєрчик (нар. 15 жовтня 1971, Ужгород) — українська вчена, культурний антрополог, історик, перекладач, публіцистка, квір-феміністка. Кандидат історичних наук, старша наукова співробітниця Інституту народознавства НАН України, головна редакторка журналу «Критика феміністична », заступниця директора ГО «Центр культурно-антропологічних студій». Учасниця Революції на граніті. Учасниця «Феміністичної Офензиви» (2010—2014).

## Освіта і професійна діяльність
Навчалася в 1988—1993 рр. у Львівському університеті ім. Франка за спеціальністю «журналістика».
2003 року захистила дисертацію в Інституті мистецтвознавства, фольклористики та етнології ім. М. Рильського НАН України за спеціальністю етнологія.
У 1993—2001 рр. працювала молодшою науковою співробітницею в Інституті народознавства НАН України, в 2001—2005 рр. — в Інституті мистецтвознавства, фольклористики та етнології НАН України. З 2005 до 2013 — наукова співробітниця Інституту народознавства. З 2013 року — донині — старша наукова співробітниця Інституту народознавства.
Наукові інтереси —  історія/етнографія/антропологія сексуальності; квір-теорія; феміністичні епістемології; історія та генеалогія знань; постколоніальні та деколоніальні студії; студії діаспори; фольклор та етнографія; якісні методи.
Стипендіатка Шведського інституту (Швеція, 2019), Центру прогресивних студій Софія (Болгарія, жовтень 2017— лютий 2018), Гарвардського університету (США, 2012), Університету Альберти (Канада, 2008—2009) та Програми ім. Фулбрайта (США, 2007—2008). Укладачка та наукова редакторка кількох збірників статей, гостьова редакторка журнальних спецвипусків, авторка численних публікацій. Академічний директор проекту ReSET/HESP «Гендер, сексуальність і влада» (2011—2014), організаторка та ключова лекторка освітньо-активістських інтенсивів «Ґендерний університет» (2014—2015).
З 2006 року викладає навчальні курси з історії фольклористики, слов'янського фольклору, української культури, конструкціоністських теорій сексуальності та гендеру, феміністичних та квір-студій, зокрема в Альбертському університеті (Канада) та Національному університеті «Києво-Могилянська академія» (Україна).

## Праці

#### Монографії
- Ритуал і тіло: структурно-семантичний аналіз обрядів родинного циклу. Київ: Критика, 2011.

#### Упорядниця та наукова редакторка збірників
- Криптадії Федора Вовка: винайдення сороміцького. Етнографія сексуальности на межі XIX–XX століть / упоряд., підгот. текстів, комент. та покажч., археогр. і бібліогр. опрац. Марії Маєрчик і Олени Боряк; вступ. стаття Марії Маєрчик. Київ: Критика, 2018.   Книжка отримала найвищу нагороду в номінації "Візитівка" Всеукраїнського рейтингу "Книжка року - 2018"[9].
- Етнографія статевого життя й тілесності: [Зб. наук. статей] / Упоряд., наук. ред., вступ. стаття Олена Боряк, Марія Маєрчик. Київ: Центр культурно-антропологічних студій, ПАТ «ВІПОЛ», 2013.
- Тіло в текстах культур: [Наук. зб. статей] / Упоряд., наук. ред., вступ. стаття Олена Боряк, Марія Маєрчик. Київ: ІМФЕ, 2003.

#### Гостьова редакторка спецвипусків журналів
- Народознавчі зошити [спецвипуск на пошану Романа Кіся] [Архівовано 30 січня 2022 у Wayback Machine.] / під ред. Марії Маєрчик, Оксани Годованської, Ігора Маркова. 6 (2021).
- Народознавчі зошити  [спецвипуск відділу соціальної антропології] / під ред. Марії Маєрчик, Ігора Маркова, Світлани Одинець, 6 (2015).
- Українська фольклористика в Канаді: нові візії традиційного, традиційні візії нового (Спецвипуск «Народознавчих Зошитів») / За ред. Андрія Нагачевського, Наталії Кононенко, Марії Маєрчик, 3—4 (2010). [Архівовано 13 березня 2022 у Wayback Machine.]
- Thanatos. Студії з інтеґральної культурології: зб. статей (Спецвипуск журналу «Народознавчі Зошити») / [Архівовано 30 січня 2022 у Wayback Machine.] упоряд., наук. ред., Роман Кісь, Марія Маєрчик, Оксана Кісь. Львів: Інститут народознавства НАН України, 1996.

#### Головна редакторка журналу
- Feminist Critique 4, 2021|Queer and Feminist Studies in Eastern Europe special issue.
- Feminist Critique 3, 2020 | Breaking with Transition: Decolonial and Postcolonial Perspectives in Eastern Europe special issue.
- Feminist Critique 2, 2019.
- Feminist Critique 1, 2018.

#### Підручник
- Гендер для медій. Підручник із гендерної теорії для факультетів журналістики та інших соціогуманітарних спеціальностей / під ред. Марії Маєрчик (гол. редкол.), Ольги Плахотнік, Галини Ярманової. – Київ: Критика, 2013; 2014 (2-е вид.); 2017 (3-є вид., випр. та доп.). – 218 (220) с.

Англомовні статті
- Mayerchyk, M. & O. Plakhotnik. “‘Uneventful’ Feminist Protest in Post-Maidan Ukraine: Nation and Coloniality Revisited.” Postcolonial and Postsocialist Dialogues: Intersections, Opacities, Challenges in Feminist Theorizing and Practice, ed. by Redi Koobak, Madina Tlostanova, and Suruchi Thapar-Björkert, 121-137. New York: Routledge (Advances in Feminist Studies and Intersectionality Series), 2021. DOI: https://doi.org/10.4324/9781003003199-11
- Mayerchyk, M. “Inventing ‘Heterosexuality’ Through Ethnographic Knowledge Production: Tradition of Premarital Sleeping Together in the Late Nineteenth and the Early Twentieth Centuries.” The Everyday Makings of Heteronormativity: Cross-Cultural Explorations of Sex, Gender, and Sexuality, eds. Sertaç Sehlikoglu and Frank G. Karioris, 27–44. Lanham, New York, London: Lexington Books, 2020.
- Mayerchyk, M. & O. Plakhotnik. “Between Time of Nation and Feminist Time: Genealogies of Feminist Protest in Ukraine.” Feminist Circulations between East and West / Feministische Zirkulationen zwischen Ost und West, ed. by Annette Bühler-Dietrich, 25-46. Berlin: Frank & Timme, 2019. [Архівовано 16 травня 2021 у Wayback Machine.]
- Mayerchyk, M. & O. Plakhotnik. “The Radical FEMEN and The New Women’s Activism” [Архівовано 30 січня 2022 у Wayback Machine.] /trans. into English by Serhiy Sychov. Krytyka (2013).

#### Статті, перекладені іншими мовами
- Mayerchyk, M. “民族志知識生產中的異性戀現象 : 19世紀末20世紀初婚前同居的傳統” / 歐陽翠鳳 譯. 澳門理工學報  73, N 1 (2019): 105–16.
- Kis' R., Majerčyk M. “Agrarni sloj arhaične ritualnosti karpatskog areala.” Ukrajinski Karpati: etnogeneza - arheologija - etnologija: zbornik radova / priredio Jevgenij Paščenko, preveo Ivana Puharić. Zagreb: Hrvatsko-ukrajinsko društvo: Katedra za ukrajinski jezik i književnost Filozofskog fakulteta, 2014.
- Majerczyk M. & O. Plachotnik. “Radykalny 'Femen' i nowy kobiecy aktywizm” [Архівовано 30 січня 2022 у Wayback Machine.]/przetł. przez Anna Tylutka. Kultura Enter 33–34 (2011).
- Mayerchy, M. & Ol. Plakhotnik. “Femen: Analyse der Diskurse,” [Архівовано 16 січня 2014 у Wayback Machine.] Gunda Werner Institute (2011)
- Maїertchyk M. “L’androgine: inversion des sexes et des rôles dans les rituels du cycle familial” / traduit par Thais Nercessian. Ethnologie française 2 (2004): 251–259.
- Majerczyk M. “Kobieta – ptak – dusza w archaicznym obrazie świata” / przetł. przez Agnieszka Dudek. Etnolingwistyka 16 (2004): 287–305.
- Majerczyk M. “Binarna opozycja semantyczna ‘tu’ i ‘tam’ w konstruowaniu wizji świata pozagrobowego (fazaprzejścia): Region Karpat,” przetł. przez Ola Hnatiuk. Konteksty, Warshawa,  3–4 (1996): 98–100.

#### Дитяча книжка
- Mayerchyk, M. & L. Savedchuk. Anna’s Dream. [Архівовано 7 січня 2022 у Wayback Machine.] Kule Centre for Ukrainian and Canadian Folklore, University of Alberta, 2021.

#### Переклади з англійської
- Галберстам Джудит." Маскулінність без чоловіків (передмова до книжки «Жіноча маскулінність»)" /пер. з англ. ґео шаровара, Марія Маєрчик. Критика феміністична: східноєвропейський журнал феміністичних і квір-студій, 2 (2019): 42-78. [Архівовано 15 серпня 2019 у Wayback Machine.]
- Кровлі Сара. “Автоетнографія як феміністичне самоінтерв'ювання”, пер. з англ. М. Маєрчик, О. Плахотнік. Критика феміністична: східноєвропейський журнал феміністичних і квір-студій, 1 (2018): 46–75. [Архівовано 3 грудня 2018 у Wayback Machine.]
- Галберстам Джудит. "Низька теорія (вступ до книжки «Квір мистцетво неуспіху»", пер. з англ. М. Маєрчик.  Критика феміністична: східноєвропейський журнал феміністичних і квір-студій, 1 (2018): 21–45 [Архівовано 18 жовтня 2018 у Wayback Machine.]
- Роберт Климаш, Богдан Медвідський. "Сучасні прояви традиційної культури слов’ян у Північній Америці" /пер. з англ. Маєрчик М. Українська фольклористика в Канаді. Нові візії традиційного, традиційні візії нового (спецвипуск “Народознавчих Зошитів”), під ред. А. Нагачевського, Н. Кононенко, М. Маєрчик, 3–4 (2010): 130–142. [Архівовано 13 березня 2022 у Wayback Machine.]
- Кліффорд Джеймс. "Клопоти з культурою. Про авторитет етнографії" /пер. з англ. Маєрчик М. Народна творчість та етнографія, 3 (2004): 70–82. [Архівовано 13 березня 2022 у Wayback Machine.]
- Паркер С. "Ґендерні ритуали: вивчення етикету, соціальних символів та когнітивний аспект" /пер. з англ. Маєрчик М. Студії з інтеґральної культурології (RITUAL). Львів, 1999,  № 2, с. 65–75. [Архівовано 13 березня 2022 у Wayback Machine.]
- Шеф Томас. "Дистанціювання емоцій в ритуалі" /пер. з англ. Маєрчик М. Студії з інтеґральної культурології  (THANATOS), 1 (1996): 113–122.
- Леві-Стросс Клод. "Міф та значення" /пер. з англ. Маєрчик М. Антологія світової літературно-критичної думки  ХХ століття. Львів: Літопис, 1996 (1-ше вид.), 2002  (2-ге вид.), с. 343–356 (с. 448–465).
- Леві-Стросс Клод. "Міф та значення" /пер. з англ. Марії Маєрчик. Народознавчі Зошити, 2 (1995): 102–111; 3: 177–183.